# 昭君街道
昭君街道，是中国内蒙古自治区鄂尔多斯市达拉特旗下辖的一个乡镇级行政单位。

## 行政区划
2011年，增设昭君街道，辖原树林召镇南干、新华2个社区，辖区人口约2.5万人。
西园街道共辖以下地区：
新华社区、南干社区、泰兴社区和兴建社区。